# Фактис
Фактисы — продукт взаимодействия растительного масла — подсолнечного, рапсового, льняного, касторового или соевого — и природной серы, либо двухлористой серы, либо других агентов вулканизации масел.
Фактисы используются в резиновой промышленности в качестве мягчителей, которые обеспечивают технологичность резиновых смесей в процессе смешения (крашения) и при их дальнейших стадиях переработки, таких как каландрование и шприцевание, а также позволяют добиваться оптимального распределения твёрдых ингредиентов — технического углерода, мела и других минеральных наполнителей — в каучуковой композиции.

## История использования фактисов
Со второй половины XIX века до 30-х годов XX века фактисы использовались в резинах как дешевый заменитель (суррогат) натурального каучука в целях экономии последнего. Однако в дальнейшем, после расширения предложения натурального каучука, а также создания промышленных производств синтетических каучуков цены на натуральный каучук снизились, тогда как растительное масло, напротив, подорожало, стоимости каучуков и фактисов сблизились. Вследствие этого, фактисы стало целесообразно применять в качестве технологической добавки, то есть ингредиента регулирующего технологичность резиновой смеси, либо как модификатор физико-механических характеристик вулканизованных резин.

## Основные типы фактисов
Различают основные виды фактисов:
- тёмный фактис;
- жёлтый фактис;
- белый фактис;
- фактис для изготовления маслостойких резин;
- фактис для изготовления теплостойких резин.

Типы фактисов отличаются, в основном, видами используемого при их производстве сырья. Так «тёмные фактисы» изготавливаются из рапсового, подсолнечного или соевого масла с применением природной серы в качестве сшивающего агента. Фактис, используемый для изготовления маслостойких резин, можно считать подвидом «классического» тёмного фактиса, в производстве которого вулканизации (варке) серой используется касторовое масло. При производстве «белых фактисов» вместо природной серы используют её соль — дихлорид серы — SCl2, что позволяет добиться получения продукта белого цвета, к тому же не изменяющего цвета резин, в которые его добавляют. В рецептуру теплостойких резин иногда включаются специальные фактисы, полученные с применением органических пероксидов для сшивания макромолекул масла.

## Производство фактисов
Фактисы производятся методом высокотемпературной обработки растительного масла, редко с добавлением минерального, и необходимого вулканизующего агента. Главный этап производственного процесса — варка или вулканизация — ведётся в обогреваемом автоклаве, оснащённом системой непрерывного перемешивания. Постоянное перемешивание материалов необходимо для достижения равномерности процесса варки (вулканизации) и, соответственно, стабильности качественных показателей продукта. Далее следует выгрузка продукта из автоклава, дозревание, измельчение и упаковка фактиса. Обычно фактис упаковывается в мешки по 25—30 кг.